# Coracina
Coracina és un gènere d'ocells, de la família dels campefàgids (Campephagidae). Les diferents espècies d'aquests cucuts botxins, habiten en zones més o menys forestals d'Àfrica, Àsia meridional, sud-est asiàtic, Filipines, Indonèsia, Austràlia, Nova Guinea i Melanèsia. El gènere va ser introduït per l'ornitòleg francès Louis Pierre Vieillot el 1816.

## Taxonomia
Segons la classificació del Congrés Ornitològic Internacional (versió 10.2, 2020) aquest gènere conté 22 espècies:
- Coracina caeruleogrisea - eruguera becgrossa.
- Coracina longicauda - eruguera encaputxada.
- Coracina temminckii - eruguera cerúlia.
- Coracina bicolor - eruguera bicolor.
- Coracina maxima - eruguera terrestre.
- Coracina lineata - eruguera estriada.
- Coracina novaehollandiae - eruguera caranegra.
- Coracina boyeri - eruguera de Boyer.
- Coracina fortis - eruguera de Buru.
- Coracina personata - eruguera de Wallacea.
- Coracina welchmani - eruguera de Welchman.
- Coracina caledonica - eruguera ullgroga.
- Coracina striata - eruguera barrada.
- Coracina javensis - eruguera de Java.
- Coracina macei - eruguera de l'Índia.
- Coracina dobsoni - eruguera de les Andaman.
- Coracina schistacea - eruguera pissarrosa.
- Coracina leucopygia - eruguera de carpó blanc.
- Coracina larvata - eruguera de la Sonda.
- Coracina papuensis - eruguera ventreblanca.
- Coracina ingens - eruguera de Manus.
- Coracina atriceps - eruguera de les Moluques.